# Michael Stevens
Michael Stevens (ur. 23 stycznia 1986 w Kansas City) – amerykański twórca programu internetowego Vsauce, na kanałach Vsauce, Vsauce2 i Vsauce3, YouTuber

## Życiorys
Michael urodził się 23 stycznia 1986 roku w Kansas City (Missouri). Za początek jego kariery uważa się rok 2007, kiedy opublikował swój pierwszy film w internecie zatytułowany „Ferris The 13th”. Na kanale pooplicker888 zamieszczał swoje projekty, które miały charakter satyryczny. Kanał Vsauce został założony w 2007 roku, jednak pierwszy opublikowany materiał pochodzi z 2010 roku. Od 2011 roku Michael Stevens zaczął umieszczać edukacyjne filmy oraz playlisty, które doprowadziły do jego sukcesu w dalszym okresie twórczości. Kanał Vsauce jest subskrybowany przez około 22,6 milionów odbiorców na całym świecie.

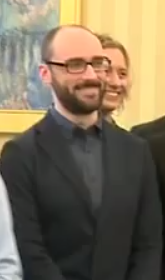
Michael Stevens w Białym Domu